# Жовтодзьоба малкога
Жовтодзьоба малко́га (Ceuthmochares) — рід зозулеподібних птахів родини зозулевих (Cuculidae). Представники цього роду мешкають в Африці на південь від Сахари.

## Види
Виділяють два види:. 
- Малкога жовтодзьоба (Ceuthmochares aereus)
- Малкога зелена (Ceuthmochares australis)[3]